# Schwoich
Schwoich est une commune autrichienne du district de Kufstein dans le Tyrol. Le 1er janvier 2022, elle comptait 2 569 habitants.

## Histoire
Le nom Schwoich fut mentionné la première fois en 1155 ou 1156 dans l'expression in loco qui dicitur Sevvevhen (= dans un lieu qui est appelé Sevvevhen).
À partir de 1841, du ciment était brûlé à Schwoich, d'où ses armoiries présentent un four à ciment sur fond bleu. Ainsi, Schwoich est considéré comme l'origine de l'industrie autrichienne du ciment.